# Bystraja (affluente della Pura)
La Bystraja (in russo Быстрая?) è un fiume della Russia siberiana orientale, affluente di sinistra della Pura (bacino idrografico del mare di Kara). Scorre nel Tajmyrskij rajon del Territorio di Krasnojarsk.
Ha origine e scorre per l'intero corso nella parte nord-occidentale del bassopiano della Siberia settentrionale, il corso si svolge in direzione mediamente orientale. Sfocia nella Pura a 146 km dalla foce. La sua lunghezza è di 189 km; il bacino è di 7 460 km². Il fiume attraversa regioni assolutamente remote e spopolate, senza incontrare alcun centro abitato in tutto il suo percorso. Il bacino si trova nella zona del permafrost.